# Эффект эврики

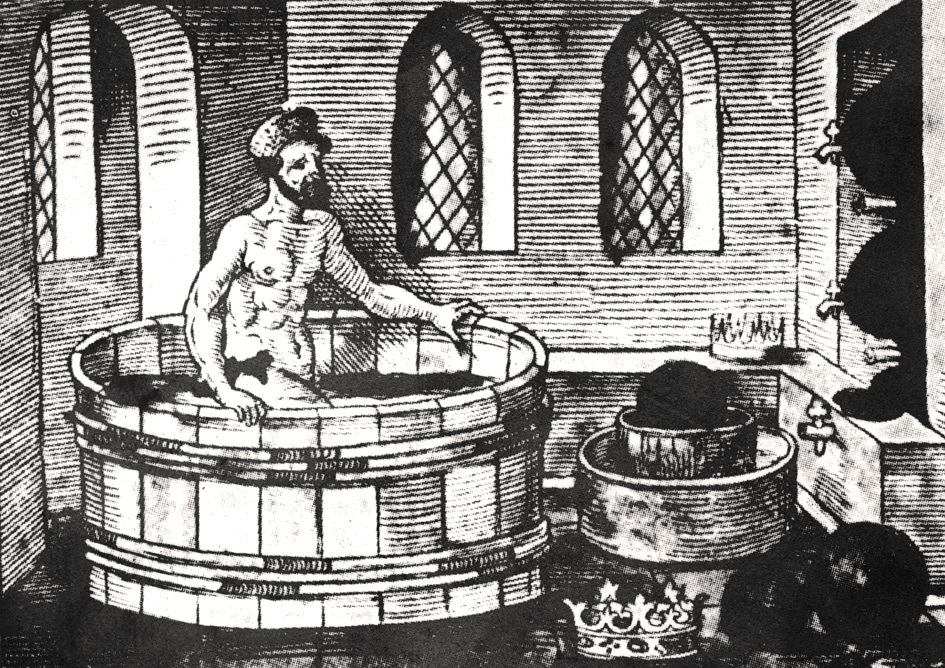
Озарение Архимеда на гравюре XVI века

Эффект эврики (также известный как эффект «Ага!» или момент эврики) — внезапное понимание и нахождение решения ранее непонятной задачи. Схожие явления: озарение и прозрение). Данный феномен характерен возникновением после захода в «тупик» при решении.
Эффект назван в честь истории о древнегреческом учёном-энциклопедисте Архимеде. Согласно этой истории, местный царь (около 250 г. до н. э.) попросил Архимеда определить, из чистого ли золота сделана корона. Во время последующего посещения общественных бань Архимед заметил, что вода вытесняется, когда его тело погружается в ванну, и что объём вытесненной воды равен объёму его тела, погружённого в воду. Открыв способ измерения объёма неправильной формы и придумав метод решения задачи царя, Архимед якобы выскочил из ванны и побежал домой голым, крича: «Εὕρηκα!» (с греч. «я нашёл!»). Сейчас считается, что эта история вымышленная, потому что она была впервые упомянута римлянином Витрувием почти через 200 лет после предполагаемого события.

## Исследования

### Первые исследования
Хоть данное явление было известно людям и ранее, исследование эффекта эврики началось в XX веке, со времён первых экспериментов гештальтпсихологов по изучению когнитивных способностей шимпанзе. В своей книге 1921 года, Вольфганг Кёлер описал первый пример проницательного мышления у животных: одному из его шимпанзе по кличке Султан, было поручено дотянуться до банана, который был подвешен высоко к потолку, так что до него невозможно было дотянуться прыжком. После нескольких неудачных попыток дотянуться до банана, Султан немного пообижался в углу, затем внезапно вскочил, поставил несколько коробок друг на друга, взобрался на них и таким образом смог достать банан. Это наблюдение было интерпретировано как проницательное мышление.
Эффект эврики был позже описан Памелой Аубл, Джеффри Фрэнксом и Сальваторе Сорачи в 1979 году. Испытуемому предлагалось изначально непонятное предложение, например: «Сеновал был важен, потому что ткань порвалась». После определённого периода непонимания читателем предлагалось ключевое слово (им было слово парашют), и читатель мог понять предложение, что приводило к лучшему запоминанию в тестах на память. Испытуемые тратят значительное количество времени на попытки решить задачу, и изначально предполагалось, что проработка материала для понимания может способствовать лучшему запоминанию. Не было никаких доказательств того, что проработка как-то влияет на запоминание. Было обнаружено, что как «лёгкие», так и «сложные» предложения, которые вызывали эффект эврики, запоминались значительно лучше, чем предложения, которые испытуемые могли понять сразу. На самом деле, «лёгкие» и «сложные» предложения, которые изначально были непонятны, запоминались одинаково хорошо. По-видимому, именно непонимание приводит к лучшему запоминанию. Сущность эффекта эврики, возникающего при решении задач, была систематически изучена Данеком, Шеном и их коллегами. Предпринималась попытка понять нейробиологическую основу эффекта эврики.

### Современные теории
В настоящее время существует две теории о том, как люди приходят к внезапному решению задач на сообразительность. Первая — это теория отслеживания прогресса. Согласно этой теории, человек анализирует расстояние от своего текущего состояния до целевого. Как только человек понимает, что не может решить задачу, двигаясь по текущему пути, он начинает искать альтернативные решения. В задачах на сообразительность это обычно происходит в конце решения. Вторая — теория репрезентативных изменений. У решающего задачу изначально низкая вероятность успеха, потому что он использует неподходящие знания и накладывает на задачу ненужные ограничения. Как только человек ослабит ограничения, он сможет использовать ранее недоступные знания для решения задачи. Человек также использует фрагментарное разложение, при котором он разделяет значимые фрагменты на составные части. И ослабление ограничений, и разбиение на части позволяют изменить представление, то есть распределение активации в рабочей памяти.
В настоящее время обе теории имеют поддержку, при этом теория отслеживания прогресса больше подходит для задач, состоящих из нескольких этапов решения, а теория репрезентативных изменений — для задач, решение которых одноэтапно.
Эффект эврики в отношении памяти возникает только при наличии первоначальной путаницы. Когда испытуемым показывали ключевое слово до предъявления сбивающего с толку предложения, это не влияло на воспроизведение. Если ключевое слово показывали после предъявления предложения, воспроизведение увеличивалось.
Было установлено, что запоминание лучше для тех элементов, которые были созданы самим испытуемым, по сравнению с теми, которые были представлены испытуемому в качестве стимулов. По-видимому, в тех случаях, когда люди могут самостоятельно дать ответ, запоминание лучше, чем когда они реагируют восклицанием. Они тестировали предложения, которые изначально было трудно понять, но при наличии ключевого слова понимание становилось более очевидным. Были обнаружены и другие доказательства того, что усилия по обработке визуальных стимулов запоминаются чаще, чем стимулы, которые просто были представлены. В этом исследовании использовалась методика «соедини точки» или вербальная инструкция для создания бессмысленного или реального изображения. Считается, что усилия, затрачиваемые на понимание чего-либо при кодировании, вызывают активацию альтернативных подсказок, которые впоследствии участвуют в воспроизведении.

### Феномен озарения во время сна
Некоторая бессознательная обработка может происходить во время сна человека, и есть несколько случаев, когда научные открытия приходили к людям во сне. Фридрих Кекуле утверждал, что кольцевая структура бензола пришла к нему во сне, в котором змея поедала собственный хвост. Исследования показали повышение производительности при решении задач на понимание, если испытуемые спали в перерыве между получением задачи и её решением. Сон может помочь реструктурировать проблемы и позволить прийти к новому пониманию. Анри Пуанкаре утверждал, что ценил сон как время для «бессознательных размышлений», которые помогали ему решать проблемы.